# Episodi di Lux Video Theatre (settima stagione)
La settima stagione della serie televisiva Lux Video Theatre è andata in onda negli Stati Uniti dal 20 settembre 1956 al 12 settembre 1957 sulla NBC.
| nº | Titolo originale                  | Prima TV USA      |
| -- | --------------------------------- | ----------------- |
| 1  | Mildred Pierce                    | 20 settembre 1956 |
| 2  | Only Yesterday                    | 27 settembre 1956 |
| 3  | Now, Voyager                      | 4 ottobre 1956    |
| 4  | The Guilty                        | 11 ottobre 1956   |
| 5  | Flamingo Road                     | 18 ottobre 1956   |
| 6  | Because of You                    | 25 ottobre 1956   |
| 7  | You Can't Escape Forever          | 1º novembre 1956  |
| 8  | Jezebel                           | 8 novembre 1956   |
| 9  | The Glass Web                     | 15 novembre 1956  |
| 10 | The Gay Sisters                   | 22 novembre 1956  |
| 11 | Old Acquaintance                  | 29 novembre 1956  |
| 12 | Christmas in Connecticut          | 13 dicembre 1956  |
| 13 | Hollywood's Musical Holiday Revue | 20 dicembre 1956  |
| 14 | Michael and Mary                  | 27 dicembre 1956  |
| 15 | It Happened on Fifth Avenue       | 3 gennaio 1957    |
| 16 | Just Across the Street            | 10 gennaio 1957   |
| 17 | To Have and Have Not              | 17 gennaio 1957   |
| 18 | Vice Squad                        | 24 gennaio 1957   |
| 19 | One Sunday Afternoon              | 31 gennaio 1957   |
| 20 | The Undesirable                   | 7 febbraio 1957   |
| 21 | Dark Victory                      | 14 febbraio 1957  |
| 22 | One Way Street                    | 21 febbraio 1957  |
| 23 | Possessed                         | 28 febbraio 1957  |
| 24 | One Way Passage                   | 7 marzo 1957      |
| 25 | Eileen                            | 14 marzo 1957     |
| 26 | The Great Lie                     | 21 marzo 1957     |
| 27 | The Black Angel                   | 28 marzo 1957     |
| 28 | Adam Had Four Sons                | 4 aprile 1957     |
| 29 | The Taggart Light                 | 18 aprile 1957    |
| 30 | The Man Who Played God            | 25 aprile 1957    |
| 31 | The Hard Way                      | 2 maggio 1957     |
| 32 | Stand-In for Murder               | 9 maggio 1957     |
| 33 | Death Do Us Part                  | 16 maggio 1957    |
| 34 | The Armed Venus                   | 23 maggio 1957    |
| 35 | Paris Calling                     | 30 maggio 1957    |
| 36 | Payment in Kind                   | 6 giugno 1957     |
| 37 | Design for November               | 13 giugno 1957    |
| 38 | Edge of Doubt                     | 20 giugno 1957    |
| 39 | The Latch Key                     | 27 giugno 1957    |
| 40 | Who Is Picasso?                   | 4 luglio 1957     |
| 41 | The Softest Music                 | 11 luglio 1957    |
| 42 | Summer Return                     | 18 luglio 1957    |
| 43 | High Tension                      | 25 luglio 1957    |
| 44 | Dark Hammock                      | 1º agosto 1957    |
| 45 | Barren Harvest                    | 8 agosto 1957     |
| 46 | Judge Not                         | 15 agosto 1957    |
| 47 | Diagnosis: Homicide               | 22 agosto 1957    |
| 48 | Old Witch, Old Witch              | 5 settembre 1957  |
| 49 | The Last Act                      | 12 settembre 1957 |

## Mildred Pierce
- Diretto da:
- Scritto da:

### Trama
- Interpreti: Betty Blythe (Mrs. Forester), Virginia Bruce (Mildred Pierce), Ken Carpenter (se stesso - annunciatore), Patric Knowles (Bert), Larry Lake (detective), Gordon MacRae (se stesso - presentatore), Maurice Manson (Lawyer), Eddie Marr (poliziotto), Colleen Miller (Veda), Shirley Mitchell (Ida), Lydia Reed (Kay), Zachary Scott (Monte Beragon), George Stevens (se stesso (guest)), Michael Whalen (Peterson)

## Only Yesterday
- Diretto da:
- Scritto da:

### Trama
- Interpreti: Eleanor Audley (Mrs. Lane), Ken Carpenter (se stesso - annunciatore), Joan Caulfield (Mary Lane), Sally Chamberlin (Phyllis), Pattie Chapman (Debbie), Richard Eyer (Jimmy Lane), Clark Howat (David), Dayton Lummis (Bob Warren), Gordon MacRae (se stesso - presentatore), Sydney Mason (dottore), Natalie Schafer (Julie), Robert Stack (se stesso - ospite intervallo), Don Taylor (Jim Emerson)

## Now, Voyager
- Diretto da:
- Scritto da:

### Trama
- Interpreti: Constance Cameron (Hilda), Richard Carlson (Jerry Durrance), Ken Carpenter (se stesso - annunciatore), Laraine Day (Charlotte Vale), Kathryn Givney (Mrs. Vale), Mary Alan Hokanson (infermiera Trask), William Holden (se stesso - Intermission guest), Henry Hunter (Mac), Mary Jackson (Lisa), Louise Louis (Deb), Gordon MacRae (se stesso - presentatore), Herbert Marshall (dottor Jaquith), Don Oreck (Mr. Thompson), Beverly Washburn (Tina)

## The Guilty
- Diretto da:
- Scritto da:

### Trama
- Interpreti: Ken Carpenter (se stesso - annunciatore), Skip Homeier (Johnny), John Hoyt (Alex), Jason Johnson (Heller), Beverly Kidd (Linda), Gordon MacRae (se stesso - presentatore), Ralph Meeker (Mike), Carol Ohmart (Estelle), Mickey Simpson (ufficiale), Frank Sully (McGinnis), Katherine Warren (Mrs. Mitchell)

## Flamingo Road
- Diretto da:
- Scritto da:

### Trama
- Interpreti: Raymond Burr (Dan Reynolds), Ken Carpenter (se stesso - annunciatore), Joanne Dru (Lane Bellamy), Thomas Browne Henry (Jamieson), Louis Jean Heydt (Burr), Vivi Janiss (Lute Mal), Herbert Lytton (Newscaster), Gordon MacRae (se stesso - presentatore), Sydney Mason (Miles), Robert Middleton (Titus Semple), Phillip Reed (Field), Grandon Rhodes (Waterson), Kasey Rogers (Annabelle), Bob Wehling (Shelton)

## Because of You
- Diretto da:
- Scritto da:

### Trama
- Interpreti: John Bentley (Steve Kimberly), Betty Blythe (Mrs. Gordon), John Bryant (Mike), Ken Carpenter (se stesso - annunciatore), Sandy Descher (Kim), Irene Hervey (Susan Arnold), Gordon MacRae (se stesso - presentatore), Charles Meredith (giudice), Vera Miles (Christine Carroll Kimberly), Ezelle Poule (Hilda), Addison Richards (dottor Breen), Aline Towne (Rosemary Balder), Herb Vigran (Petersen)

## You Can't Escape Forever
- Diretto da:
- Scritto da:

### Trama
- Interpreti: Leon Askin (Mike Czerny), Robert Burton (Graham), Ken Carpenter (se stesso - annunciatore), Richard Deacon (Sheldon), Don DeFore (Sam Bradford), Robert Ellis (Tommy), Dabbs Greer (Shammy), Virginia Gregg (Gerry Krale), Robert Jordan (Nick Grassi), Gordon MacRae (se stesso - presentatore), Serena Sande (Maria Czerny), Dan Tobin (Harvey Dawes), Charles Watts (Mat Browning)

## Jezebel
- Diretto da:
- Scritto da:

### Trama
- Interpreti: Mabel Albertson (zia Belle), Ken Carpenter (se stesso - annunciatore), Charles Drake (Pres), Douglass Dumbrille (generale Bogardus), Martha Hyer (Julie), Ike Jones (Gros-Bat), Jack Lord (Buck), William Lundmark (Ted), Gordon MacRae (se stesso - presentatore), Joanna Moore (Stephanie), Bartlett Robinson (dottor Durette), Rebecca Welles (Amy)

## The Glass Web
- Diretto da:
- Scritto da:

### Trama
- Interpreti: Ken Carpenter (se stesso - annunciatore), Larry Dobkin (Dave), Svea Grunfeld (Secretary), Gordon MacRae (se stesso - presentatore), Eve McVeagh (Vicki), George Nader (Don), Dan O'Herlihy (Henry), Patricia Powell (Louise), Hugh Sanders (Stephens), Bob Wehling (Technical Director), Cara Williams (Paula), Douglas Wilson (Abbott)

## The Gay Sisters
- Diretto da:
- Scritto da:

### Trama
- Interpreti: Bob Anderson (Wheeler), Herbert Butterfield (Gillon), Ken Carpenter (se stesso - annunciatore), Lina Cole (Gabria), Howard Hoffman (giudice), Tim Hovey (Austin), Ruth Hussey (ospite intervallo), Glen Kramer (Gig), Gordon MacRae (se stesso - presentatore), Lewis Martin (Predloch), Alexis Smith (Fiona), Karen Steele (Susanna), Don Taylor (Barkley), Helen Westcott (Evelyn)

## Old Acquaintance
- Diretto da:
- Scritto da:

### Trama
- Interpreti: Richard Arden (Preston), Lynn Bari (Millie Drake), Ken Carpenter (se stesso - annunciatore), Ellen Corby (Harriet), Joan Evans (Deirdre Drake), Mary Alan Hokanson (reporter), Ruth Hussey (Kit Marlowe), Jack Lord (Rudd), Gordon MacRae (se stesso - presentatore)

## Christmas in Connecticut
- Diretto da:
- Scritto da:

### Trama
- Interpreti: Edit Angold (Norah), Leon Askin (Felix Bassenak), Ken Carpenter (se stesso - annunciatore), Mona Freeman (Elizabeth Lane), John Gallaudet (Dudley), Ed Kemmer (Jefferson), Walter Kingsford (giudice Crothers), Gordon MacRae (se stesso - presentatore), Howard Price (Sinkerwicz), Bartlett Robinson (John), Roland Winters (Wardley)

## Hollywood's Musical Holiday Revue
- Diretto da:
- Scritto da:

### Trama
- Interpreti: Jeanette MacDonald (se stessa), Nelson Eddy (se stesso), Shirley Jones (se stessa), Ken Carpenter (se stesso - annunciatore), Jack Cassidy (se stesso), Phil Harris (se stesso), Gordon MacRae (se stesso - presentatore)

## Michael and Mary
- Diretto da:
- Scritto da:

### Trama
- Interpreti: Edward Ashley (Price), Ken Carpenter (se stesso - annunciatore), Audrey Dalton (Romo), Terence de Marney (primo Doctor), Richard Eyer (ospite intervallo), Basil Howes (secondo Doctor), John Hoyt (ispettore Shaw), Barry Jones (constable Cuff), Patric Knowles (Michael), Gordon MacRae (se stesso - presentatore), Roddy McDowall (David at 22), Maureen O'Sullivan (Mary), Peter J. Votrian (David at 12)

## It Happened on Fifth Avenue
- Diretto da:
- Scritto da:

### Trama
- Interpreti: Leon Ames (Michael J. O'Connor), William Campbell (Jim), Ken Carpenter (se stesso - annunciatore), Henry Hunter, Diane Jergens (Trudy), Gene Lockhart (O'Connor), Jimmy Lydon, Gordon MacRae (se stesso - presentatore), William Reynolds (Jim Bullock), Ernest Truex (Aloysius P. McKeever)

## Just Across the Street
- Diretto da:
- Scritto da:

### Trama
- Interpreti: Julie Adams (Henrietta Smith), Ken Carpenter (se stesso - annunciatore), Cecil Kellaway (Pop Smith), Jack Kelly (Fred Newcombe), Charles Lane (Walter Medford), Gordon MacRae (se stesso - presentatore), Eddie Marr (Al), Natalie Schafer (Gertrude Medford), Howard Wendell (Davis)

## To Have and Have Not
- Diretto da:
- Scritto da:

### Trama
- Interpreti: Edmond O'Brien (Harry 'Stevè Morgan), Beverly Garland (Marie 'Slim' Browning), John Qualen (Eddie), Dan Seymour (capitano M. Renard), Frances Bergen (Hellene de Bursac), Lyle Talbot (Johnson), Sir Lancelot (barista), Ken Terrell (tenente Coyo), Richard Flato (Beau Clere), Edward Barrier (Paul de Bursac), Jean Del Val (Gerard), Ken Carpenter (se stesso - annunciatore), Gordon MacRae (se stesso - presentatore), Sheila MacRae (ospite intervallo), Alexis Smith (ospite intervallo)

## Vice Squad
- Diretto da:
- Scritto da:

### Trama
- Interpreti: Joe Bassett, Peter Brocco, Ken Carpenter (se stesso - annunciatore), James Flavin, Gil Frye, Lisa Golm, Vinton Hayworth (Jack Hartrampf), Gloria Jean (Ginny), Gordon MacRae (se stesso - presentatore), Billy Nelson, James Nolan, Pat O'Brien (capitano Barnaby), Narda Onyx, Vicente Padula, Joseph V. Perry, H. M. Wynant

## One Sunday Afternoon
- Diretto da:
- Scritto da:

### Trama
- Interpreti: Ken Carpenter (se stesso - annunciatore), Peter Lind Hayes (Hugo Barnstead), Mary Healy (Amy Lind), Thomas Browne Henry (poliziotto), Gordon MacRae (Biff Grimes), Sheila MacRae (Virginia Brush), Eddie Marr (Snappy)

## The Undesirable
- Diretto da:
- Scritto da:

### Trama
- Interpreti: Rodolfo Acosta (Vorbeck), Vivian Blaine (Coral), Ken Carpenter (se stesso - annunciatore), Richard Denning (Jeff), Buddy Ebsen (Paul), Rock Hudson (ospite intervallo), Frank Kreig (della poliziaSergeant), Weaver Levy (Ahn, Servant), Dayton Lummis (Williams), Gordon MacRae (se stesso - presentatore), Kim Novak (se stessa - ospite intervallo), Stafford Repp (barista), George Stevens (ospite intervallo), Fredd Wayne (ispettore)

## Dark Victory
- Diretto da:
- Scritto da:

### Trama
- Interpreti: Mary Adams (Martha), Ken Carpenter (se stesso - annunciatore), Jack Cassidy (dottor Frederick Steele), Toni Gerry (Ann King), Shirley Jones (Judith Traherne), Keith Larsen (Michael O'Leary), Gordon MacRae (se stesso - presentatore), Charles Meredith (dottor Parsons), Mae Ward (Miss Wainwright)

## One Way Street
- Diretto da:
- Scritto da:

### Trama
- Interpreti: Rico Alamit (Torres), Ken Carpenter (se stesso - annunciatore), Joe Ferry (Grieder), Martin Garralaga (capitano Rodriguez), Nancy Gates (Laura), Gordon MacRae (se stesso - presentatore), George Nader (dottor Frank Matson), Frank Puglia (padre Moreno), Stafford Repp (Ollie), Rosa Rey (Catalina), William Talman (Wheeler), Ricky Vera (Santiago)

## Possessed
- Diretto da:
- Scritto da:

### Trama
- Interpreti: Arline Anderson (dottor Ames), Bruce Bennett (Dean Graham), Judith Braun (Carol Graham), Ken Carpenter (se stesso - annunciatore), Laraine Day (Louise Howell), Brian Keith (David Sutton), Herbert Lytton (dottor Willard), Gordon MacRae (se stesso - presentatore), Robert Quarry (Intern)

## One Way Passage
- Diretto da:
- Scritto da:

### Trama
- Interpreti: Louise Arthur (Betty), Baynes Barron (Orlando), Dallas Boyd (Ship's Doctor), Ken Carpenter (se stesso - annunciatore), Bonita Granville (Joan), Barton MacLane (Steve), Gordon MacRae (se stesso - presentatore), Eddie Marr (barista), Bill O'Brien (Steward), Doris Packer (Mrs. Buckland), Rex Stevens (Skippy), Barry Sullivan (Dan)

## Eileen
- Diretto da:
- Scritto da:

### Trama
- Interpreti: Paul Birch (Shaun Dhu), Ken Carpenter (se stesso - annunciatore), Laurie Carroll (Rosie), Paul Keast (colonnello Lester), Jimmy Lydon (Dinny), Gordon MacRae (Barry O'Day), Wendy Martin (Eileen), John McGiver (Sir Reggie), Patricia Morison (Lady Maude), Ollie O'Toole (Grumpy Grogan)

## The Great Lie
- Diretto da:
- Scritto da:

### Trama
- Interpreti: Eleanor Audley (Zia Ada), Ken Carpenter (se stesso - annunciatore), Isabel Cooley (Adele), Joseph Hamilton (Senator), Glenn Langan (Pete), Gordon MacRae (se stesso - presentatore), Catherine McLeod (Sandra), Robert Quarry (Jock), Jan Sterling (Maggie)

## The Black Angel
- Diretto da:
- Scritto da:

### Trama
- Interpreti: Anne Bancroft (Cathy), Ken Carpenter (se stesso - annunciatore), Elaine Edwards (Lisa), Marilyn Erskine, Richard B. Goode (Sam), John Ireland (Marty), Glen Kramer (Tom), Gordon MacRae (se stesso - presentatore), Eddie Marr (Joe), Lynn Millan (Flo), Burt Mustin (Jake), James Nolan (dottor Courtnay), Douglas Rogers (Kirk), Gail Russell (se stessa - Intermission guest), Naomi Stevens (Maid), Lyle Talbot (capitano Flood), Murvyn Vye (Marko), H. M. Wynant (Steve)

## Adam Had Four Sons
- Diretto da:
- Scritto da:

### Trama
- Interpreti: Leon Ames (Adam), John Baer (Jack), Tom Brown (capitano), Ken Carpenter (se stesso - annunciatore), Robert Chapman (David), Valentina Cortese, Connie Gilchrist (Cousin Philippa), Carol Leigh (Vance), Gordon MacRae (se stesso - presentatore), Osa Massen (Emilie Gallatin), J. Pat O'Malley (Patrick), Norman Ollestad (Phillip), Pat Spain (Hester), John Wilkin (Chris)

## The Taggart Light
- Diretto da:
- Scritto da:

### Trama
- Interpreti: David Carlisle (Glen), Ken Carpenter (se stesso - annunciatore), Kim Charney (Donald), Leslie Denison (Mounty), Jim Hayward (capitano Fraser), Gordon MacRae (se stesso - presentatore), John McIntire (Joshua), Vera Miles (Jenny), Roger Moore (Gavin), Irene Tedrow (Emma), Philip Tonge (Magistrate), Marilyn Winston (Kathy)

## The Man Who Played God
- Diretto da:
- Scritto da:

### Trama
- Interpreti: Mary Astor (Mildred Le Brun), Ken Carpenter (se stesso - annunciatore), Thomas Browne Henry (Andy), Henry Hunter (dottor Redfield), Boris Karloff (Montgomery Royle), Ed Kemmer (Ted Van Allen), Tom Laughlin (Jess), Carol Leigh (Kathy), June Lockhart (Grace Blair), Gordon MacRae (se stesso - presentatore), Doris Packer (Florence Royle), William Roerick (Appleby)

## The Hard Way
- Diretto da:
- Scritto da:

### Trama
- Interpreti: Ken Carpenter (se stesso - annunciatore), Stephen Dunne (Paul), Tommy Farrell (Albert), Nancy Gates (Katherine), Jack Kruschen (Max), Gordon MacRae (se stesso - presentatore), Eddie Marr (John), Eve McVeagh (Lily), Ralph Montgomery (direttore artistico), Yvonne Peattie (Laura), Ann Sheridan (Helen), Barbara Stuart (Chorus Girl), Bob Wehling (Graveyard Attendant), Douglas Wilson (della poliziaOfficer)

## Stand-In for Murder
- Diretto da:
- Scritto da:

### Trama
- Interpreti: Larry J. Blake (Frank), Gail Bonney (donna), Ken Carpenter (se stesso - annunciatore), Mae Clarke (Mrs. Picard), Joan Collier (Peggy, at 13), Nancy DeCarl (Peggy, at eight), Tom Drake (Paul), Bonita Granville (Anne), Betty Hanna (Sorella Superior), Robert Jordan (Jerry), Forrest Lewis (Eddie), Martin. Lewis (Mr. Picard), Herbert Lytton (prigione Doctor), Gordon MacRae (se stesso - presentatore), Dewey Martin (George), Laurie Mitchell (Betty), Voltaire Perkins (dottore), Robert Williams (barista)

## Death Do Us Part
- Diretto da:
- Scritto da:

### Trama
- Interpreti: Joel Ashley (Warren), Ken Carpenter (se stesso - annunciatore), Louis Jean Heydt (Morgan), Robert Lynn (Simmons), Gordon MacRae (se stesso - presentatore), Ray Montgomery (Frank), Warren Parker (dottor Aubrey), Richard Reeves (Mike Delaney), Fred Sherman (Cab Driver), Alexis Smith (Liliy), Kent Smith (Steve Ferris), Sydney Smith (procuratore distrettuale), Harold J. Stone (Rockwell), Chet Stratton (Fulton)

## The Armed Venus
- Diretto da:
- Scritto da:

### Trama
- Interpreti: Arline Anderson (Mrs. Fellows), Don 'Red' Barry (Andy), Ken Carpenter (se stesso - annunciatore), Steve Forrest (Matt Barker), Peter Graves (Joel Barker), John Hudson (Howard Findley), William Keene (Mr. Fellow), Gordon MacRae (se stesso - presentatore), Robert Richards (Barney Goldstone), Esther Williams (Vicki)

## Paris Calling
- Diretto da:
- Scritto da:

### Trama
- Interpreti: Jan Arvan (cameriere), Jacques Aubuchon (capitano Schwabe), Edgar Barrier (Andrew Benoit), Ken Carpenter (se stesso - annunciatore), Joanne Dru (Marianne), Jason Johnson (Mouche), Gordon MacRae (se stesso - presentatore), Maurice Millard (Plane Commander), Werner Reichow (Nazi Soldier), William Roerick (tenente Lautz), Anne Seymour (Madame), Abraham Sofaer (Professor), Chet Stratton (britannico Officer), Michael Vallon (Resistance Leader), Grant Williams (Nick)

## Payment in Kind
- Diretto da:
- Scritto da:

### Trama
- Interpreti: Raymond Bailey (sceriffo Griffin), Robert Barrat (Lars), Helen Bennett (Helen), Ken Carpenter (se stesso - annunciatore), George Eldredge (medico legale), Arthur Hanson (Arthur), Ruth Hussey (Meg), Russell Johnson (dottor Willis), Bethel Leslie (Pieta), Gordon MacRae (se stesso - presentatore), Craig Stevens (Paul), Rosa Turich (Ynez)

## Design for November
- Diretto da:
- Scritto da:

### Trama
- Interpreti: Julie Adams (Catherine), Mary Anderson (Charlotte), Ken Carpenter (se stesso - annunciatore), Douglas Dick (William Maxwell), Robert Ellenstein (Konopka), Gordon MacRae (se stesso - presentatore), Hope Summers (Mrs. Walsh), Tom Tryon (Sam), Pierre Watkin (dottor Smithton)

## Edge of Doubt
- Diretto da:
- Scritto da:

### Trama
- Interpreti: Tol Avery (Santini), Philip Carey (Michael), Ken Carpenter (se stesso - annunciatore), Kathleen Crowley (Dot), George Eldredge (Pover), Michael Garth (Wilcox), Richard Goode (Herman), Gordon MacRae (se stesso - presentatore), Shirley Mitchell (Edith), Helena Nash (Ida), Herbert Rudley (George)

## The Latch Key
- Diretto da:
- Scritto da:

### Trama
- Interpreti: Arline Anderson (Lena), Ken Carpenter (se stesso - Announcer-Host), Mike Connors (Glen Kramer), Ron Kennedy (marinaio), Louise Lewis (Grace), Scott Marlowe (Kermit), Janis Paige (Iris), Mark Roberts (Ned), Vaughn Taylor (Arthur), Moria Turner (Betty)

## Who Is Picasso?
- Diretto da:
- Scritto da:

### Trama
- Interpreti: Ken Carpenter (se stesso - Announcer-Host), Stephen Dunne (Larry), Marilyn Erskine (Alice), Hugh Marlowe (Oliver), John McGiver (Voice (off camera)), Betty Sinclair (Verna), K.T. Stevens (Marion)

## The Softest Music
- Diretto da:
- Scritto da:

### Trama
- Interpreti: Sheila Bromley (Lotte), Ken Carpenter (se stesso - Announcer-Host), Eileen Harley (Carol), Helene Hatch (Mrs. Staats), Henry Hunter (Forrest), Don Keefer (Tom), Maurice Manson (Wilkins), Peggy McCay (Jeanne), Robert Quarry (Sid), Marian Seldes (Anne), Jud Taylor (Terry), Forrest Tucker (Ken)

## Summer Return
- Diretto da:
- Scritto da:

### Trama
- Interpreti: Ken Carpenter (se stesso - Announcer-Host), Harry Dunn (Auctioneer), Joan Evans (Lisa, at 19), Dennis Hopper (Steven, at 18), Robert Lynn (Irv), Helena Nash (Mrs. Trilling), Howard Negley (Mr. Linder), James Nolan (Edward Trilling), Kent Smith (Steven, at 48), William Walker (Porter), Linda Watkins (Linda, at 49)

## High Tension
- Diretto da:
- Scritto da:

### Trama
- Interpreti: Evelyn Barrows (Operator), Ken Carpenter (se stesso - Announcer-Host), John Daheim (Burney), Ralph Dumke (Granger), Herbert Ellis (Johnson), Charles Evans (Alton), James Flavin (Ross), Dean Harens (Clemens), John Howard (Sam Haydon), Emily Lawrence (Alaine Thomas), Dayton Lummis (Evans), Warren Parker (Parker), Frances Robinson (Bonnie Haydon)

## Dark Hammock
- Diretto da:
- Scritto da:

### Trama
- Interpreti: Ken Carpenter (se stesso - Announcer-Host), Jean Carson (Coral), Stephen Coit (Andy Sparks), Ruby Dandridge (Belle), Forrest Lewis (dottor Bunnell), Barton MacLane (Marvin Platt), Sam McDaniel (Goldie), Frances Reid (dottor McDavid), Mary Wickes (Amelia)

## Barren Harvest
- Diretto da:
- Scritto da:

### Trama
- Interpreti: Mabel Albertson (Mrs. Chester), Florenz Ames (Bayard), Jack Arthur (Mitchell), Ken Carpenter (se stesso - annunciatore), Audrey Dalton (Barbara), Byron Foulger (Renton), Mitchell Garth (Tait), Craig Stevens (se stesso - presentatore ospite), Vaughn Taylor (Patridge), Grant Williams (David)

## Judge Not
- Diretto da:
- Scritto da:

### Trama
- Interpreti: Richard Aherne (Higgins), Ken Carpenter (se stesso - Announcer-Host), Lloyd Corrigan (dottor Flynn), Audrey Dalton (Jean), Roy Dean (Evans), Leslie Denison (ispettore), Rex Evans, William Keene (William), Leslie Kemble-Cooper (Watkins), Tony Midland (reporter), Alan Mowbray (Carter), Jay Novello (Dawson), Chet Stratton (Harry), Jacqueline Terry (Mary)

## Diagnosis: Homicide
- Diretto da:
- Scritto da:

### Trama
- Interpreti: Frank Albertson (dottor Coffee), Raymond Bailey (Parkinson), Judith Braun (Paula), Ken Carpenter (se stesso - Announcer-Host), Isobel Elsom (Mrs. West), Arthur Hanson (Max), Shirley Mitchell (Doris), Barney Phillips (Brody), Fred Sherman (Brunn), Craig Stevens (Lou), Philip Tonge (Hanson)

## Old Witch, Old Witch
- Diretto da:
- Scritto da:

### Trama
- Interpreti: Richard Bellis (Jackie), Ken Carpenter (se stesso - Announcer-Host), Billy Chapin (Buddy), Margalo Gillmore (Mrs. Mason), Thomas Browne Henry, Maurice Hill (Cliff), Shirley Mitchell (Mrs. Boggs), Barney Phillips (Mr. Boggs), Frances Robinson (Sheila), Aline Towne (Ann)

## The Last Act
- Diretto da:
- Scritto da:

### Trama
- Interpreti: Tom Brown (dottor Ledbury), Ken Carpenter (se stesso - Announcer-Host), Jack Cassidy (Denis), Val Dufour (Victor), James Flavin (Lee), Eddie Marr (Carpenter), Charles Meredith (Chris), Lilia Skala (Madame Zoffany), Abraham Sofaer (Felix), Naomi Stevens (Genevieve), Liam Sullivan, Veola Vonn (Margot Robert)